# Tomasz Đinh Viết Dụ
Św. Tomasz Đinh Viết Dụ (wiet. Tôma Đinh Viết Dụ) (ur. ok. 1783 r. w Phú Nhai, prowincja Nam Định w Wietnamie – zm. 26 listopada 1839 r. w Bảy Mẫu w Wietnamie) – dominikanin, męczennik, święty Kościoła katolickiego.
Tomasz Đinh Viết Dụ urodził się w Phú Nhai, prowincja Nam Định. Był już księdzem, kiedy w wieku 31 lat wstąpił do zakonu dominikanów. Pracował w wielu parafiach. Podczas prześladowań uwięziono go w mieście Liễu Đề tuż po odprawieniu mszy w 1839 r. Następnie został zabrany do stolicy. Był wielokrotnie torturowany. W więzieniu spotkał innego dominikanina Dominika Nguyễn Văn Xuyên. Został ścięty 26 listopada 1839 r. w Bảy Mẫu, a razem z nim stracono Dominika Nguyễn Văn Xuyên. Zostali pochowani w miejscu egzekucji. W styczniu 1841 r. ich relikwie przeniesiono do Lục Thuỷ.
Dzień wspomnienia: 24 listopada w grupie 117 męczenników wietnamskich.
Beatyfikowany 27 maja 1900 r. przez Leona XIII, kanonizowany przez Jana Pawła II 19 czerwca 1988 r. w grupie 117 męczenników wietnamskich.